# Friedenskirche (Mannheim)

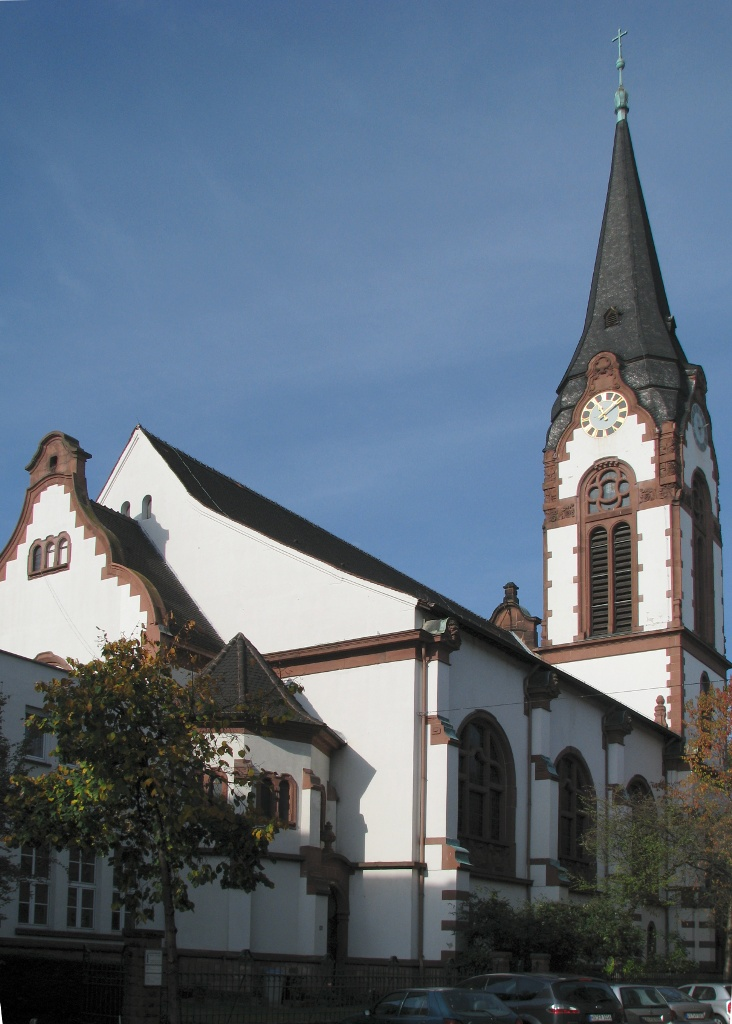
Friedenskirche von Osten (Augartenstraße)

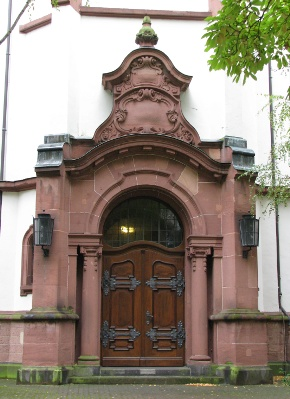
Hauptportal

Die Friedenskirche ist eine mittlerweile profanierte, ehemalige evangelische Kirche im Mannheimer Stadtteil Schwetzingerstadt. Sie wurde zwischen 1903 und 1906 von Emil Döring im neubarocken Jugendstil erbaut und nach partieller Zerstörung im Zweiten Weltkrieg schlichter wiederhergestellt.

## Geschichte
Die Schwetzingerstadt entstand als Vorstadt Mannheims, in der hauptsächlich Arbeiter wohnten, nachdem sich ab den 1860er Jahren östlich des Hauptbahnhofs mehrere Industriebetriebe entlang der Bahnlinie ansiedelten. Die Versorgung der evangelischen Einwohner erfolgte von der Innenstadt aus. Bereits 1885 beschloss der Kirchengemeinderat, ein Grundstück für eine eigene Kirche in der Schwetzingerstadt zu kaufen, wozu es aus finanziellen Gründen aber zunächst nicht kam. Erst im November 1889 wurde der Grundstein für eine kleine Kirche mit Orgel gelegt. Nach nur acht Monaten konnte am 23. Juli des folgenden Jahres die von Hermann Behaghel geplante, 300 Personen fassende Friedenskirche eingeweiht werden. Zugleich wurde von der evangelischen Gemeinde Mannheims ein dritter Stadtvikar angestellt, der die Seelsorge der Schwetzingerstadt sowie des Lindenhofs übernahm, dem Stadtteil auf der anderen Seite der Bahnlinie, wo es noch keine Kirche gab. 1895 folgte die Errichtung einer selbständigen Pfarrei.
Zur Jahrhundertwende war die Zahl der Evangelischen auf 10.000 gestiegen und nur fünf Jahre später auf knapp 14.000, so dass die Kirche den sonntäglichen Ansturm nicht mehr fassen konnte. So wurde das erste Gebäude schon nach wenigen Jahren nach Mannheim-Rheinau versetzt (→ Versöhnungskirche) und 1903 mit den Arbeiten für eine neue Kirche samt Pfarrhaus und Konfirmandensaal begonnen, die stilistisch zum Ensemble am Friedrichsplatz passte. Die Pläne stammten von dem Architekten Emil Döring, der auch die Lutherkirche erbaute und ab 1904 Leiter des evangelischen kirchlichen Baubüros Mannheim war. 1904 wurde der Grundstein gelegt und am 22. April 1906 konnte die neue Friedenskirche im Beisein des Prälaten der Evangelischen Landeskirche in Baden Friedrich Karl Oehler und des Präsidenten des Oberkirchenrats Albert Helbing eingeweiht werden. Bemerkenswert war neben dem 60 Meter hohen Kirchturm die Ausstattung der Kirche, die durch Sammlungen und Spenden Mannheimer Bürger ermöglicht wurde, so die Fenster von Ferdinand Müller, die Malereien an den Wänden von O. F. Berg, das silberne Altar- und Taufgerät (eine Spende von Julia Lanz), der Taufstein und eine Christusstatue.

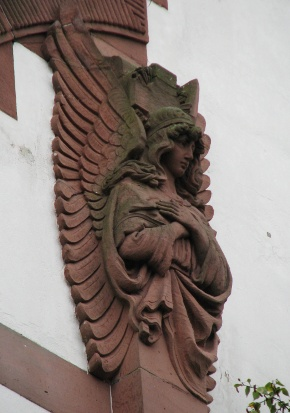
Engelskulptur

Zugleich wurde eine zweite Pfarrei eingerichtet. Zwar war in Lindenhof mittlerweile die Johanniskirche gebaut worden, doch war mit der wachsenden Oststadt der Bezirk wieder größer geworden. Mit der Fertigstellung der Christuskirche wurde die erste Pfarrei der Friedenskirche 1911 dorthin übertragen. In den Jahren 1917–1942 bestand erneut eine zweite Pfarrei, die zusätzliche Erweiterungen wie eine neue Pfarrwohnung und einen größeren Saal nötig machte.
Bei Luftangriffen im Zweiten Weltkrieg wurde ein großer Teil der Schwetzingerstadt zerstört. 1943 brannten das Dach der Kirche und beide Pfarrhäuser aus, 1945 wurde die Friedenskirche nochmals schwer beschädigt. Die Gottesdienste fanden nun an wechselnden Orten statt, unter anderem in einer Notkirche unter der erhalten gebliebenen Seitenempore. Nach dem von Christian Schrade geleiteten Wiederaufbau konnte die Kirche am 7. Juni 1953 wieder eingeweiht werden. Der neubarocke Charakter blieb erhalten, wenn die Kirche nun auch durch Verzicht auf viele verspielte Details schlichter gestaltet wurde.

## Beschreibung

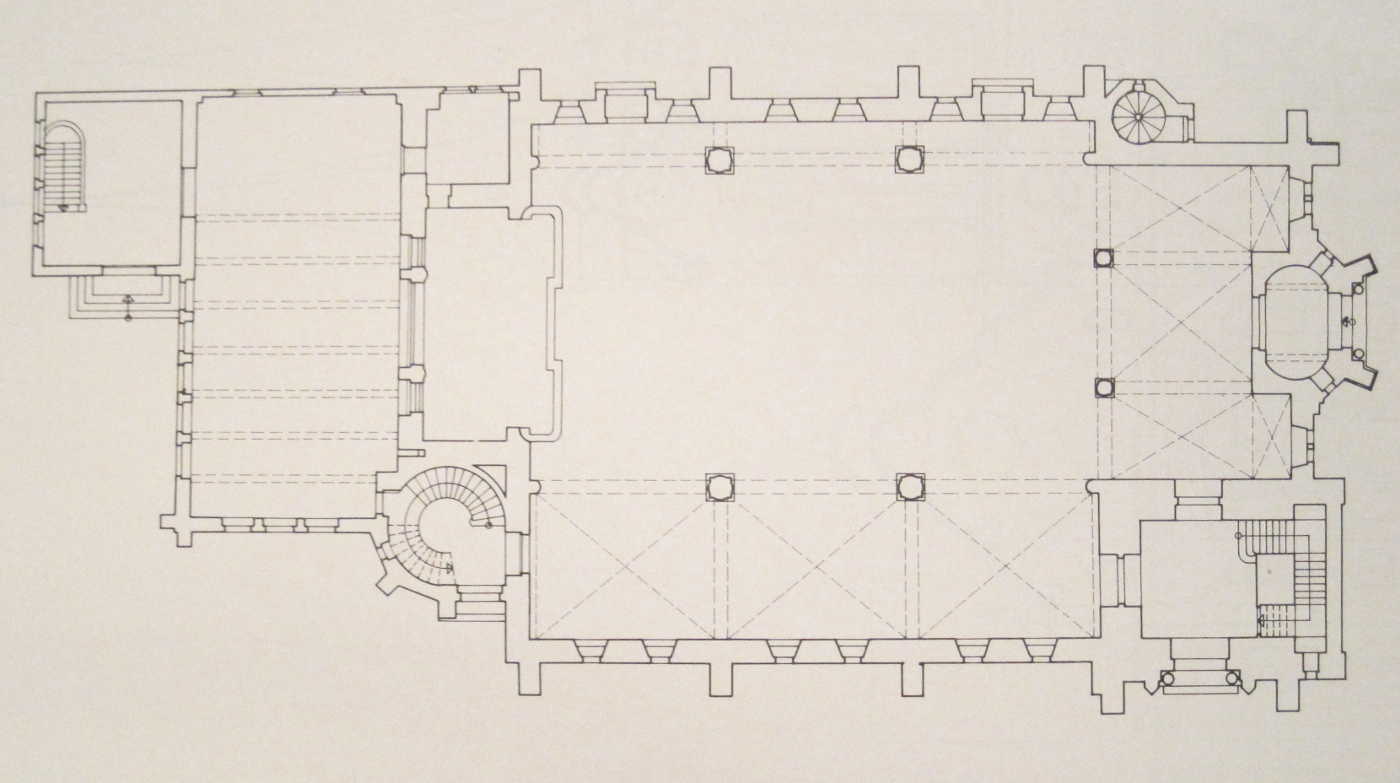
Grundriss

Die 1100 Personen fassende Friedenskirche steht im Zentrum der Schwetzingerstadt auf einem Eckgrundstück. Der zweischiffige Bau hat ein zwölf Meter breites Hauptschiff und ein fünfeinhalb Meter breites Seitenschiff. Der Kirchturm ist an der Straßenecke platziert. Der gestufte Turmhelm wurde beim Wiederaufbau durch ein einfaches Zeltdach ersetzt. Abgegangen sind auch die drei Giebel im Neorenaissancestil am Seitenschiff sowie der Dachreiter auf dem Hauptschiff. Die hell verputzten Außenwände werden von rotem Pfälzer Sandstein gegliedert. Den geschwungenen Giebel der Eingangsfront schmücken zwei Engelskulpturen.

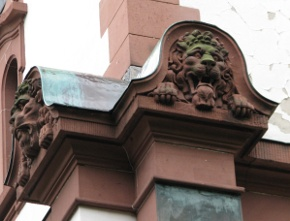
Löwenreliefs
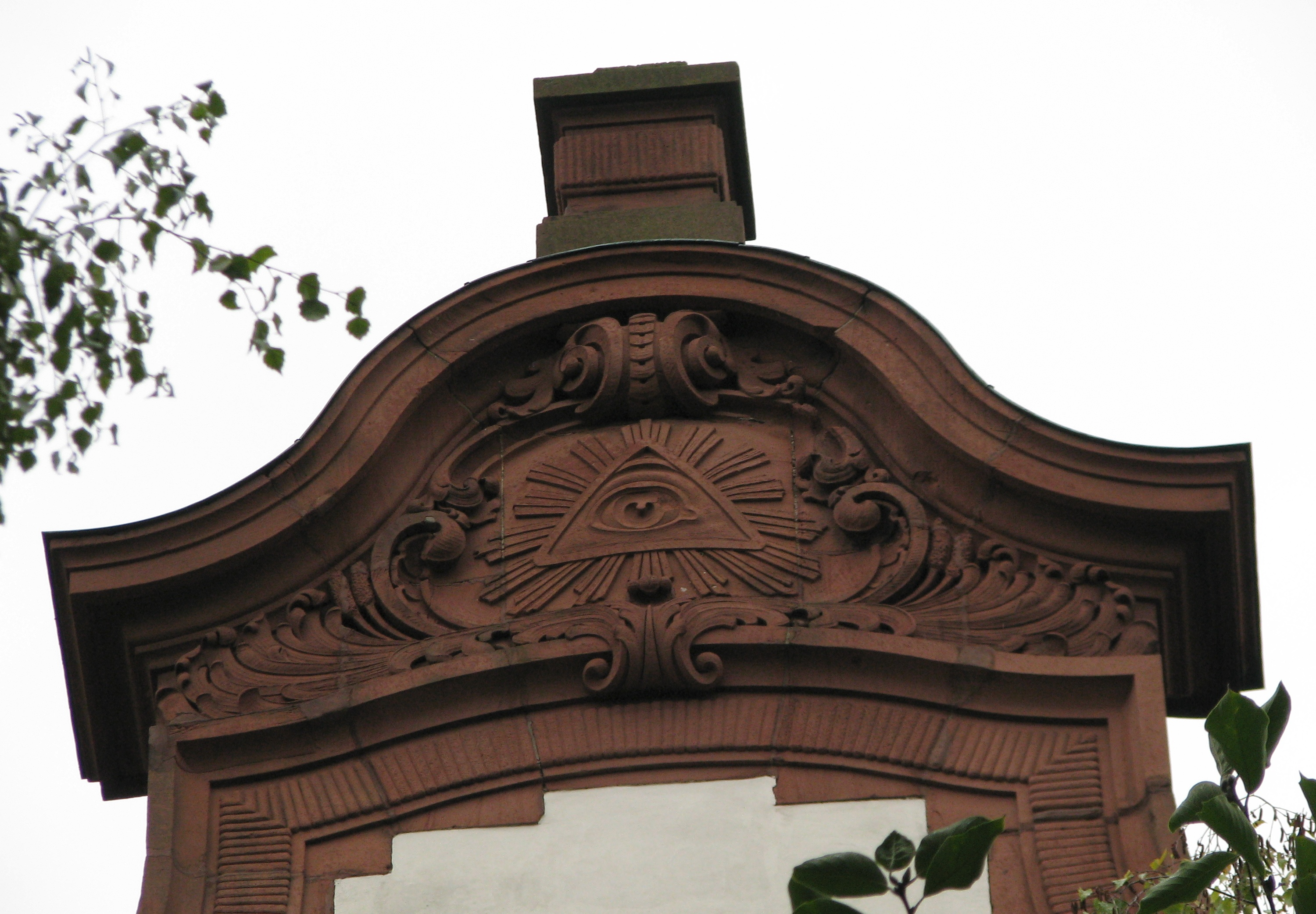
Giebel

Der Innenraum ist mit gelbem Neckarsandstein gegliedert und kassettiertem Holztonnengewölbe überdeckt. Das ursprüngliche Altarbild wurde durch eine 1955 fertiggestellte Arbeit von Karl Rödel (1907–1982) ersetzt, die im Stil der Halleschen Schule einen von Jüngern umgebenen Jesus darstellt. Die Szene wird von einer Fensterrosette dominiert, in der eine Taube den Heiligen Geist symbolisiert.

## Orgel
Die Orgel wurde 1962 von den Orgelbauern Gebrüder Mann (Marktbreit a. Main) erbaut. Das Instrument hat 25 Register auf drei Manualwerken. Die Spieltrakturen sind mechanisch, die Registertrakturen sind elektrisch.
| I Rückpositiv C–f3 |       |
| Grobgedackt        | 8′    |
| Weitprinzipal      | 4′    |
| Kleingedeckt       | 4′    |
| Flachflöte         | 2′    |
| Blockflöte         | 1′    |
| Sesquialter II     |       |
| Scharf V           | 2 ⁄3′ |
| Vox humana         | 8′    |
| Tremolo            |       |

| II Hauptwerk C–f3 |       |
| Gedacktpommer     | 16′   |
| Prinzipal         | 8′    |
| Gemshorn          | 8′    |
| Oktave            | 4′    |
| Quinte            | 2 ⁄3′ |
| Oktave            | 2′    |
| Waldflöte         | 2′    |
| Mixtur V-VI       | 1 ⁄3′ |
| Trompete          | 8′    |

| III Schwellwerk C–f3 |       |
| Rohrflöte            | 8′    |
| Nachthorn            | 4′    |
| Prinzipal            | 2′    |
| Nasat                | 1 ⁄3′ |
| Zimbel IV            | 1⁄2′  |
| Hautbois             | 8′    |
| Krummhorn            | 8′    |
| Regal                | 4′    |
| Tremolo              |       |

- Koppeln: I/II, III/II, I/P, II/P, III/P
- Spielhilfen: freie Kombinationen, Crescendowalze

## Geläut
1956 erhielt die Christuskirche ein neues Geläut. Ihre einzig verbliebene Glocke von 1909, nachdem die anderen zum Zwecke der Einschmelzung im Zweiten Weltkrieg eingezogen worden waren, kam zur Friedenskirche und ergänzte hier die anderen neuen Glocken.

## Profanierung
Aufgrund rückläufiger Mitgliederzahlen und zurückgehender Kirchensteuereinnahmen werden in Mannheim mehrere evangelische Kirchen zeitnah oder perspektivisch aufgegeben. Letzteres gilt auch für die Friedenskirche. Dort fanden bereits 2024 keine regelmäßigen Gottesdienste mehr statt. Genutzt wurde sie bis Ende März 2025 noch von Kinderchören, Pfadfindern sowie als interkulturelles Zentrum für muttersprachliches Beten, u. a. von Äthiopiern, Ungarn und Koreanern. Geld für die sanierungsbedürftige Bausubstanz ist nicht verfügbar. Die künftige Nutzung im Detail ist offen.